# Domini de primer nivell patrocinat
Un domini patrocinat de primer nivell és un domini de primer nivell genèric proposat per una agència independent, amb aquesta agència establint i fent complir les normes que restringeixen la possibilitat de registrar-se en aquest domini. Per exemple, el domini de primer nivell .aero està patrocinat per Société Internationale de Télécommunications Aéronautiques, que sols deixa que s'hi registrin els membres de la indústria aèria.
Dominis de primer nivell patrocinats disponibles - candidats - patrocinadors:
- .aero - membres de la indústria aèria - Société Internationale de Télécommunications Aéronautiques.
- .coop - associacions cooperatives - Dot Cooperation LLC
- .museum - museus- Museum Domain Management Association
- .pro - professionals amb credencials i entitats relacionades - Registry Services Corporation
- .travel - agències de viatges, companyies aèries, hostelers, oficines de turisme, etc. - The Travel Partnership

- .jobs - llocs relacionats amb la cerca de feina
- .mobi - dispositius mòbils i serveis per a aquestos
- .post - oficines de correus i negocis similars - Universal Postal Union
- .tel - comunicacions de veu/dades/text mitjançant internet - Telname Limited
- .xxx - material explícitament sexual - ICM Registry, Inc.

Dominis de primer nivell dedicats a comunitats lingüístiques i culturals patrocinats (disponibles - candidats - patrocinadors):
- .cat - comunitat lingüística i cultural catalana - Fundació puntCAT
- .eus - comunitat lingüística i cultural basca - Associació PuntuEus
- .gal - comunitat lingüística i cultural gallega - Dominio .gal
- .bzh - comunitat lingüística i cultural bretona - Association bzh
- .scot - comunitat lingüística i cultural escocesa - Dot Scot Registry

Hi ha també dominis de primer nivell que estan restringits a altres criteris, inclosos .edu (centres d'educació superior d'arreu del món), .mil (l'exèrcit dels EUA), .gov (per al govern dels EUA), .int (organitzacions formades per un tractat internacional) i .biz (comerç en internet).